# Esculturas de Sansón y Hércules

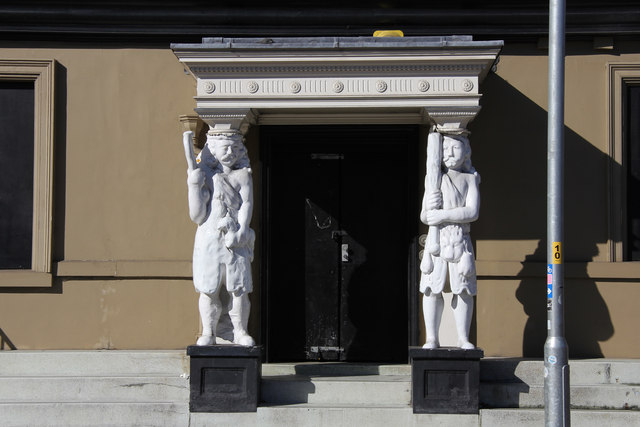
Las réplicas de fibra de vidrio de las esculturas de Sansón (izquierda) y Hércules (derecha), en la entrada de la Samson and Hercules House en 2013.

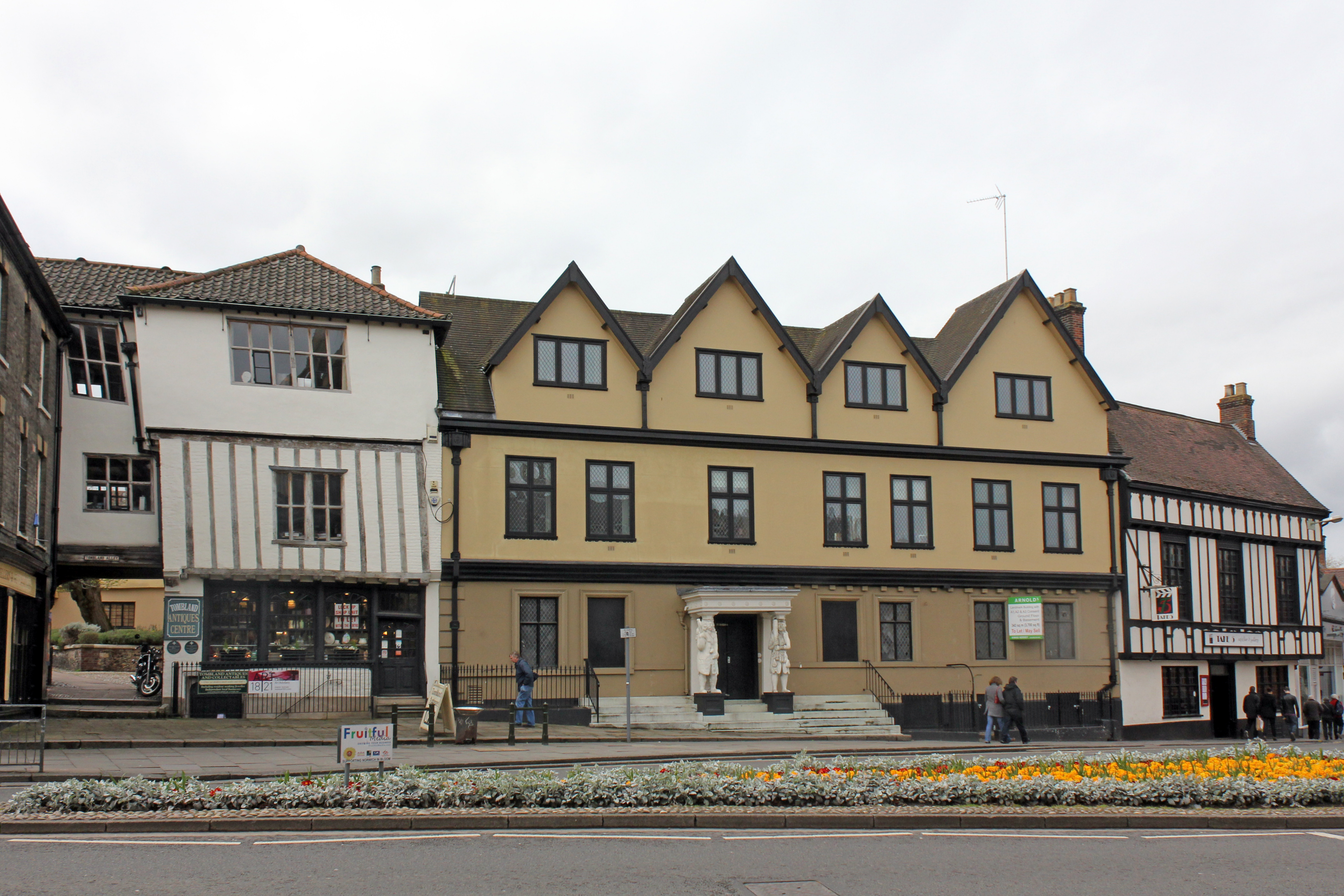
Samson and Hercules House en 2012.

Las esculturas de Sansón y Hércules fueron un par de atlantes de roble del personaje bíblico Sansón y el héroe romano Hércules, talladas originalmente en 1657 y situadas en Samson and Hercules House, 15 Tombland, Norwich, Inglaterra. La escultura original de Sansón reside actualmente en el Museo de Norwich en Bridewell, pero la escultura original de Hércules se ha perdido.

## Historia
Las esculturas fueron encargadas originalmente en pareja por el alcalde de Norwich, Christopher Jay, en 1657, para colocarlas fuera de su nuevo hogar en Tombland, Norwich. La escultura de Sansón fue tallada en un solo tronco de roble.
Las figuras se trasladaron al patio trasero del edificio en 1789, pero se colocaron nuevamente en la puerta principal en 1890, momento en el que la escultura original de Hércules se había deteriorado sin posibilidad de reparación y fue reemplazada por una réplica. Desde 1934 hasta 2003, el edificio funcionó como salón de baile y posteriormente como club nocturno. El lugar se llamó Samson and Hercules House durante la Segunda Guerra Mundial, pero luego pasó a llamarse Ritzy's en 1983. En el verano de 1992, el brazo derecho de la escultura de Sansón se cayó, lo que llevó al Servicio de Museos de Norfolk (NMS) a retirar las esculturas. Fueron reemplazados en el lugar por réplicas de fibra de vidrio en 1998. Estas réplicas en un momento se pintaron de rojo cuando la casa se convirtió en un restaurante de langosta, y se pintaron de otros colores años después.
La empresa de conservación Plowden & Smith recibió el encargo del NMS en 2014, y supervisó un proceso de cuatro años para eliminar 60 capas de pintura a base de plomo que se habían acumulado en la escultura, que pesaba 28 kilogramos (61,7 lb). Además de quitar la pintura, se trataron con consolidante líquido los hongos que se habían acumulado en la cabeza de la escultura, así como la «pudrición severa y extensa» y la suavidad de la madera debido al daño del agua, y una sección faltante de su torso se rellenó con fibra de celulosa. El tratamiento costó £ 32 000 y fue nominado como «mejor proyecto de restauración del año» en Museums + Heritage Show después de su finalización en 2019.
Si bien había sido restaurada, la escultura aún no pudo exhibirse debido a su vulnerabilidad. En 2018, el Museo de Norwich en Bridewell inició una campaña de financiación colectiva, apodada Saving Samson, para financiar una vitrina para la escultura, y recaudó las £ 15 000 necesarias para comprar una vitrina personalizada de vidrio ambientalmente controlado. Fue presentado en el museo en abril de 2019.